# Liste der Kulturdenkmale in Hirschfeld (Sachsen)

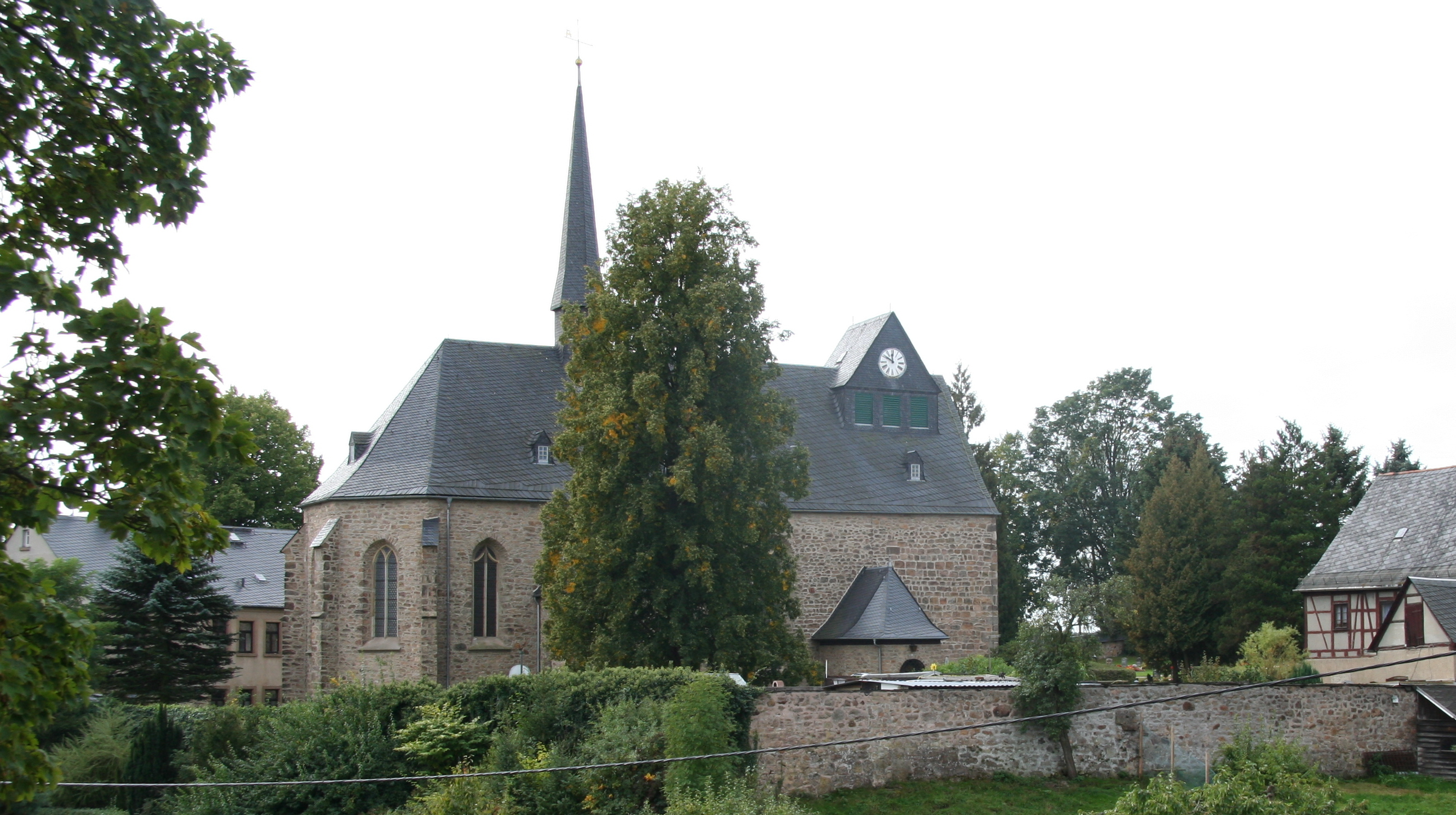
Michaeliskirche in Hirschfeld

Die Liste der Kulturdenkmale in Hirschfeld enthält die Kulturdenkmale in Hirschfeld.
Diese Liste ist eine Teilliste der Liste der Kulturdenkmale in Sachsen.

## Legende
- Bild: Bild des Kulturdenkmals, ggf. zusätzlich mit einem Link zu weiteren Fotos des Kulturdenkmals im Medienarchiv Wikimedia Commons. Wenn man auf das Kamerasymbol klickt, können Fotos zu Kulturdenkmalen aus dieser Liste hochgeladen werden:
- Bezeichnung: Denkmalgeschützte Objekte und ggf. Bauwerksname des Kulturdenkmals
- Lage: Straßenname und Hausnummer oder Flurstücknummer des Kulturdenkmals. Die Grundsortierung der Liste erfolgt nach dieser Adresse. Der Link (Karte) führt zu verschiedenen Kartendiensten mit der Position des Kulturdenkmals. Fehlt dieser Link, wurden die Koordinaten noch nicht eingetragen. Sind diese bekannt, können sie über ein Tool mit einer Kartenansicht einfach nachgetragen werden. In dieser Kartenansicht sind Kulturdenkmale ohne Koordinaten mit einem roten bzw. orangen Marker dargestellt und können durch Verschieben auf die richtige Position in der Karte mit Koordinaten versehen werden. Kulturdenkmale ohne Bild sind an einem blauen bzw. roten Marker erkennbar.
- Datierung: Baubeginn, Fertigstellung, Datum der Erstnennung oder grobe zeitliche Einordnung entsprechend des Eintrags in der sächsischen Denkmaldatenbank
- Beschreibung: Kurzcharakteristik des Kulturdenkmals entsprechend des Eintrags in der sächsischen Denkmaldatenbank, ggf. ergänzt durch die dort nur selten veröffentlichten Erfassungstexte oder zusätzliche Informationen
- ID: Vom Landesamt für Denkmalpflege Sachsen vergebene, das Kulturdenkmal eindeutig identifizierende Objekt-Nummer. Der Link führt zum PDF-Denkmaldokument des Landesamtes für Denkmalpflege Sachsen. Bei ehemaligen Kulturdenkmalen können die Objektnummern unbekannt sein und deshalb fehlen bzw. die Links von aus der Datenbank entfernten Objektnummern ins Leere führen. Ein ggf. vorhandenes Icon  führt zu den Angaben des Kulturdenkmals bei Wikidata.

## Hirschfeld
| Bild                                    | Bezeichnung | Lage                                | Datierung                             | Beschreibung | ID       |
| --------------------------------------- | --- | ----------------------------------- | ------------------------------------- | --- | -------- |
| Direkt Bild zu diesem Denkmal hochladen | Straßenbrücke über Irfersgrüner Bach                                                                                            | (Karte)                             | 19. Jahrhundert                       | Kleine Steinbogenbrücke, Bauwerk von verkehrsgeschichtlicher Bedeutung. Einbogige Steinbrücke über Irfersgrüner Bach aus grob behauenen Granitblöcken mit Holzgeländer. | 09237944 |
| Direkt Bild zu diesem Denkmal hochladen | Ehemaliges Wohnstallhaus, Stallscheune und Wohnhaus eines Dreiseithofes                                                         | Hauptstraße 5 (Karte)               | um 1640, später verlängert            | Von ortsbildprägendem und Seltenheitswert, altes Wohnstallhaus Fachwerkbau mit altertümlicher Konstruktion (Kopfstreben, doppelte Andreaskreuze), jüngeres Wohnhaus gründerzeitlich geprägter Klinkerbau. - Wohnstallhaus: Erdgeschoss massiv, verändert, Obergeschoss Fachwerk, in der Brüstung doppelte gerade Andreaskreuze, Kopfbänder verblattet, Giebel verbrettert, Satteldach, - Stallscheune: Massiv, teilweise Feldsteinsockel, Obergeschoss Ziegel, Satteldach, - Wohnhaus: Zweigeschossig, massiv, Ziegelmauerwerk rot mit gelben Ziegeln als Schmuck, Eingangsgewände verändert, Fenster im Stichbogen geschlossen, Satteldach. | 09237919 |
| Direkt Bild zu diesem Denkmal hochladen | Wohnstallhaus eines Bauernhofes und Einfriedungsmauer                                                                           | Hauptstraße 8 (Karte)               | bezeichnet 1853                       | Von baugeschichtlichem Wert, mit Fachwerk-Obergeschoss. - Wohnstallhaus: Erdgeschoss massiv, teils Bruchstein, Tür- und Fenstergewände Granit, Obergeschoss regelmäßiges engstieliges Fachwerk und mit Eckstreben, teilweise verbrettert, im Obergeschoss zweiflüglige Fenster und Kreuzstockfenster, hohes Krüppelwalmdach, im Inneren Stall mit preußischem Kappengewölbe, Stubenteil massiv, gehört zur Bauphase 1853, im Obergeschoss Kammergang, an Wänden unterschiedliche Kammritzmuster, Kehlbalkendach, Dachkonstruktion gestört, zweitverwandtes Holz, Haus ursprünglich Seitengebäude mit Oberlaube, nach Teilung des Hofes 1853 Umbau zu Wohnhaus unter Beseitigung der Oberlaube, dabei Einsetzen der Kreuzstockfenster an Hofseite (möglicherweise aus anderem Haus). - Einfriedungsmauer im Zusammenhang mit Hofteilung von 1853 errichtet aus Bruchsteinen, grob behauen, - Scheune: Feldsteinsockel, Erdgeschoss und Drempel verbrettert (Scheune im März 2000 von der Denkmalliste gestrichen). | 09237918 |
| Direkt Bild zu diesem Denkmal hochladen | Wohnstallhaus mit Anbau und Scheune eines Bauernhofes sowie Kellereingang zum Bergkeller neben dem Hof                          | Hauptstraße 9; 11 (Karte)           | Ende 18. Jahrhundert                  | Fachwerkbauten von ortsbildprägendem Charakter nahe der Dorfkirche. - Wohnstallhaus: Auf hakenförmigem Grundriss, Erdgeschoss massiv, Obergeschoss Fachwerk mit Eckstreben, Satteldach, - Scheune: Erdgeschoss massiv, Drempel Fachwerk mit Ziegelausfachung, Satteldach, - Kellereingang: In den Hang gebaut, Natursteine gefügt. | 09237920 |
| Direkt Bild zu diesem Denkmal hochladen | Wohnstallhaus, Stallscheune und Scheune eines Vierseithofes                                                                     | Hauptstraße 18 (Karte)              | um 1900                               | Bauensemble in Ziegelsteinbauweise, aus der Zeit der Dorferneuerung um 1900. - Wohnhaus: Zweigeschossig, massiv, Backstein, mit gelben Gliederungselementen, deutschem Band und Segmentbogenfenstern, - Stallscheune: Backstein, schlichter Bau, - Scheune: L-förmiger Grundriss, Holzkonstruktion, verbrettert. | 09237921 |
| Direkt Bild zu diesem Denkmal hochladen | Seitengebäude (mit Oberlaube) und angebaute Scheune eines Vierseithofes, mit Torbogen                                           | Hauptstraße 26 (Karte)              | 18. Jahrhundert                       | Von baugeschichtlicher Bedeutung, Fachwerkbauten, Seitengebäude singulär, eine der ältesten Oberlauben im Ort. | 09237923 |
| Direkt Bild zu diesem Denkmal hochladen | Alter Gasthof mit Seitengebäude                                                                                                 | Hauptstraße 30 (Karte)              | um 1680                               | Von baugeschichtlicher und ortsbildprägender Bedeutung, Gasthof mit Fachwerk-Obergeschoss mit altertümlicher Konstruktion (geschweifte Andreaskreuze, Kopfstreben), barockes Segmentbogenportal. - Gasthof: Erdgeschoss massiv, Segmentbogenportal mit Schlussstein (bezeichnet), vorspringendes Fachwerk Obergeschoss mit geschweiften Andreaskreuzen, um 1680, im unteren Riegel, Kopfband verblattet, im oberen Gefach A- und V-Formen, Satteldach/Frackdach, Giebel verkleidet zum Hof verbrettert, massiv unterfahren 1792, - Seitengebäude: Erdgeschoss massiv, Obergeschoss Fachwerk, Satteldach, Giebel verbrettert. | 09237925 |
| Direkt Bild zu diesem Denkmal hochladen | Wohnstallhaus eines Vierseithofes                                                                                               | Hauptstraße 48 (Karte)              | 2. Hälfte 18. Jahrhundert             | Teil der alten Ortsstruktur, von ortsbildprägendem Charakter, mit Fachwerk-Obergeschoss. - Wohnstallhaus: Erdgeschoss massiv unterfahren um 1850, Bruchstein verputzt, Fachwerkobergeschoss – holzreich, engstielig, zahlreiche Streben, verkleidet oder verbrettert, Fensteröffnungen im Obergeschoss vermutlich original, Giebel im Obergeschoss verschiefert, steiles Satteldach mit Schieferdeckung, - Innen: tonnengewölbter Keller, im Stall böhmisches Kappengewölbe auf Gurtbögen, Fensterleibungen im Erdgeschoss mit Segmentbögen abschließend, - Dachstuhl: Kehlbalkendach, liegender Stuhl mit Kehlbalken und Hahnenbalken sowie Hängewerk, Holzverbindungen gezapft. | 09237928 |
| Direkt Bild zu diesem Denkmal hochladen | Wohnstallhaus, Wohnhaus, Seitengebäude und Scheune eines Vierseithofes                                                          | Hauptstraße 51 (Karte)              | bezeichnet 1849                       | Von ortsbildprägender Bedeutung in gutem Originalzustand. - Wohnstallhaus: Erdgeschoss massiv mit altem Putz, Obergeschoss Fachwerk verkleidet, Satteldach, - Wohnhaus: Massiv, zweigeschossig, alte Putzgliederung, Graupelputz, Fenster verändert, - Scheune I: Fachwerk teilweise massiv, Satteldach, - Scheune II: Giebelseiten massiv, Hofseiten verbrettert, Satteldach. | 09237931 |
| Direkt Bild zu diesem Denkmal hochladen | Seitengebäude (mit Oberlaube) eines Vierseithofes                                                                               | Hauptstraße 52 (Karte)              | 18. Jahrhundert                       | Von ortsgeschichtlicher und straßenbildprägender Bedeutung, Oberlaube von Seltenheitswert. Holzbau zweigeschossig, am Hofeingang abgeschrägte Ecke, Erdgeschoss Holz, Obergeschoss verbretterte Oberlaube, abgefaste Schwelle vorkragend zur Oberlaube, Straßenseite komplett verbrettert, Satteldach. | 09237929 |
| Weitere Bilder                          | Wohnmühlenhaus mit angebautem Nebengebäude, Stallscheune, Kelleranlage und Mühlgraben                                           | Lochmühle 1                         | bezeichnet 1815, Kern älter           | Geschlossenes authentisches Ensemble von hoher orts- und technikgeschichtlicher Bedeutung. - Wohnmühlenhaus: Erdgeschoss massiv, Kellenwurfputz, Fenster und Tür mit Steingewänden, Fensterläden, Obergeschoss Fachwerk mit traufseitiger, dekorativer Verschieferung, Krüppelwalmdach mit Lukarnen, schiefergedeckt, - Angesetztes Nebengebäude (Anbau): Über Steinsockel Holz verbrettert (neu), niedriges Krüppelwalmdach mit Schieferdeckung (nach Sanierung ohne Mahl- und Mühlwerk), - Stallscheune (Kornhaus): Erdgeschoss massiv mit Torbogen, Obergeschoss Holzkonstruktion verbrettert, mit großen Ladeöffnungen, Krüppelwalmdach mit Schieferdeckung, - Hinter Mühlenwohnhaus Kellereingang aus Granitquadern im Hang, - Trockener Mühlgraben mit Resten der Einfassung aus großen Granitsteinen auf dem ehemaligen oberschlächtigen Mühlrad. | 09237942 |
|                                         | Straßenbrücke | Lochmühle 1 (vor) (Karte)           | 19. Jahrhundert                       | Bauwerk mit verkehrsgeschichtlicher Bedeutung, Steinbogenbrücke. Einbogige Steinbrücke über Irfersgrüner Bach aus grob behauenen Granitblöcken mit eingesetzten Geländerpfosten für Holzgeländer. | 09237943 |
| Direkt Bild zu diesem Denkmal hochladen | Wohnstallhaus, Stallscheune, Scheune und Pforte eines Vierseithofes sowie Wassertrog am Wohnhaus und Pechpfanne vor dem Hof     | Lochmühlweg 1 (Karte)               | um 1850                               | Von ortsbildprägender und kulturgeschichtlicher Bedeutung, überwiegend Massivbauten. - Wohnstallhaus: Massiv verputzt, zweigeschossig, Krüppelwalmdach, Schieferdeckung, - Stallscheune (Torhaus): Erdgeschoss massiv, Obergeschoss massiv, Durchfahrt mit großen Granitquadern, Satteldach, im rechten Winkel zum Wohnhaus stehend, * Scheune: Erdgeschoss massiv, Obergeschoss Fachwerk verbrettert, Satteldach, gegenüber Wohnhaus, - Pforte: Bruchstein verputzt, neben Wohnhaus, - Pechpfanne: Heute als Blumenschale genutzt, vor Torhaus. | 09237930 |
| Weitere Bilder                          | Kirche mit Ausstattung, sowie Kirchhof mit Einfriedung und Pastorengräbern                                                      | Mühlweg (Karte)                     | Anfang 13. Jahrhundert                | Saalkirche romanischen Ursprungs, bedeutende, das Ortsbild beherrschende Anlage, baugeschichtlich und ortsgeschichtlich von Bedeutung. - Kirche: kleiner spitzer Dachreiter im Osten, westlicher Teil Anfang 13. Jahrhundert, Mittelteil von 1475, Erweiterung nach Osten von 1508, Im Innern durch Oscar Mothes 1886 erneuert, 1960–1970 nach Brand restauriert, Im Westteil Sandsteinquader und kleine Rundbogenfenster, sonst Bruchsteinmauerwerk mit Lanzettfenstern, der Chor mit 3/8-Schluss und Strebepfeilern. An der Westseite tonnengewölbter Raum, in zwei breiten Rundbögen zum Saal geöffnet, an seiner Nordseite Rundbogenpforte mit menschlichem Antlitz als Schlussstein, die hölzerne Tür (vergleiche Waldkirchen, Vogtlandkreis) mit aufwendigem spätromanischem Beschlagwerk. Der Saal mit flacher Holzdecke und Emporen an drei Seiten. - Ausstattung: - Spätgotischer Flügelaltar von Leonhard Herrgott, bezeichnet „1518“: im Schrein die hl. Barbara mit den hll. Martin und Paulus, in den Flügeln bäuerliche Figuren von Maria Magdalena und Christophorus von einem Zwickauer Meister, um 1534. Auf den Außenseiten Leonhard und Nikolaus (?), datiert 1562. - Sechseckiger Taufstein mit wulstigem Maßwerk, darin Wappen, Christus- und Bischofskopf, ebenfalls um 1500 (gleichartige im Kreis Zwickauer Land in Härtensdorf, Hartenstein, Hartenstein-Thierfeld, Ortmannsdorf und Weißbach). - Spätgotische Sakramentsnische in Monstranzform (gleichartig in Hirtenstein-Thierfeld, Kr. Zwickauer Land), Sandstein, an der nördlichen Chorwand: die Nische gerahmt von betenden Engeln, im Aufsatz Maßwerk, bekrönt von vier Fialen, um 1500, - Orgel von Jehmlich, Prospekt von Simon, 1966. - Pastorengräber: Grabkreuze aus Eisen und Stein und schlichte Grabplatten auf Konsolen (19. Jahrhundert), ein Grabmal als flacher Stein, obeliskförmig mit Resten eines Medaillons, Ende 18. Jahrhundert, - Einfriedung aus Bruchsteinmauer mit Schieferdeckung. | 09237913 |
| Direkt Bild zu diesem Denkmal hochladen | Mord- und Sühnekreuz und daneben Pechpfanne                                                                                     | Mühlweg (Karte)                     | mittelalterlich (Steinkreuz)          | Sühnekreuz aus Granit, versetzter Stein, heute nicht mehr am originalen Standort, so genannter Griebenherd (Schmelztiegel) zur Gewinnung von Pech, heimatgeschichtlich und ortshistorisch von Bedeutung. Griebenherd: quadratischer Granitmonolith mit flacher, runder Eintiefung in der Mitte (siehe auch OT Niedercrinitz, Am Friedhof/Thälmannstraße vor Nummer 28). | 09237972 |
| Direkt Bild zu diesem Denkmal hochladen | Ehemalige Mühle mit Wohnstallhaus und Seitengebäude                                                                             | Mühlweg 2 (Karte)                   | 1. Hälfte 18. Jahrhundert             | Hofanlage von ortsgeschichtlicher Bedeutung, mit Fachwerk-Obergeschoss. - Wohnstallhaus: Erdgeschoss massiv, Bruchsteinmauerwerk, Wohnteil in Ziegel später unterfahren, im Stallteil Fenster mit original. Fenstergewände aus Granit, Obergeschoss Fachwerk, teils verschiefert, teils verbrettert, Fenster teilweise in Originalgröße, Krüppelwalmdach, - Seitengebäude: Bruchsteinsockel mit Fachwerk Drempel und Pultdach, Mühlengebäude durch Neubau ersetzt. | 09237916 |
| Direkt Bild zu diesem Denkmal hochladen | Mühle mit technischer Ausstattung, zwei Wasserrädern und Sägewerk mit Herkules-Gatter sowie Nebengebäude                        | Mühlweg 3 (Karte)                   | 1914                                  | Zeugnisse des dörflichen Handwerks, ortsgeschichtlich und technikgeschichtlich von Bedeutung. - Mühle: Ziegelbau, Erdgeschoss Granitgewände, Obergeschoss mit Ladeöffnung, Reste von hölzernen Mühlrädern, oberschlächtig, die Ausstattung der Mühle unter anderem von Firma Hermann Heinzig, Mühlenbauanstalt Langenhessen/Pleiße, Firma Kählitz & Lübcke. Mühlenbauanstalt. Mühlsteinfabrik Leipzig und VEB Mühlenbau Dresden Nagema, - Zwei Mühlräder: Oberschlächtig zum Antrieb von Mühle und Sägewerk in desolatem Zustand, - Sägewerk: Bruchsteinsockel, Holzkonstruktion, mit einer massiven Ziegelwand, Satteldach, - Herkules-Gatter von 1911, Firma Carl Hoffmann Aue, vertikales Gatter, funktionsfähig. | 09237917 |
| Direkt Bild zu diesem Denkmal hochladen | Häuslerhaus | Mühlweg 6 (Karte)                   | Mitte 19. Jahrhundert                 | Fachwerk-Gebäude von ortsbildprägender Bedeutung. Zweigeschossiges Fachwerk-Gebäude, Erdgeschoss massiv, später verändert, Obergeschoss Fachwerk, teilweise verkleidet, Satteldach verschiefert. | 09237915 |
| Direkt Bild zu diesem Denkmal hochladen | Pfarrhof mit Pfarrhaus und drei Nebengebäuden (sogenanntes Substitutenhaus, Scheune, Blockscheune), drei Torbögen und Hofanlage | Mühlweg 11; 13 (Karte)              | bezeichnet 1594 (im Innern Pfarrhaus) | Anlage mit hoher Authentizität, überwiegend Fachwerkbauten, von besonderer ortsgeschichtlicher und bauhistorischer Bedeutung und ausgesprochener Singularität im Landkreis, insbesondere die Blockscheune. - Wohnstallhaus „Substitutenhaus“: Erdgeschoss massiv, mit Steingewänden an Türen und Fenstern, Sprossenfenster, Obergeschoss Fachwerk, Fenstergröße historisch, verschiefert, Satteldach verschiefert, - Pfarrhaus: Zweigeschossiger Bau massiv mit steinernem Fenster- und Türgewände, gestrichen, teilweise Winterfenster, heutige Erscheinung aus dem 19. Jahrhundert, Kern älter, in Eingangshalle Wappen und Datierung „1594“, im Keller Gewölbe, - Seitengebäude über L-förmigem Grundriss mit Scheunenteil: Nebengebäude und Scheune Fachwerk, im Erdgeschoss mit gekreuzten Streben, verblattet mit breiter Schwelle, teilweise verbrettert, zur Straße Bruchsteinsockel mit Stützpfeilern, Obergeschoss Fachwerk einriegelig, teilweise verbrettert, - Angebauter Torbogen mit Durchfahrt und Durchgang massiv verputzt, - Blockscheune: Wirtschaftsgebäude mit Blockbauweise, Fachwerkbau, Erdgeschoss teilweise im Blockbau (vermutliche Eiche) mit Eckverkämmung, Obergeschoss Fachwerk teils verbrettert mit Ladeluken, Satteldach verschiefert. | 09237914 |
| Direkt Bild zu diesem Denkmal hochladen | Häuslerhaus mit Scheunenanbauten                                                                                                | Stangengrüner Straße 3 (Karte)      | Ende 18. Jahrhundert                  | Weitgehend authentisch erhaltenes Fachwerkgebäude in zentraler Lage von baugeschichtlicher und ortsbildprägender Bedeutung. - Häuslerhaus: Erdgeschoss massiv, Fenster mit Gewänden, Obergeschoss Fachwerk dekorativ verschiefert, - Scheunen: Fachwerk, die jüngere von beiden mit Drempel, verbrettert. | 09237911 |
| Weitere Bilder                          | Ehemalige Schule, heute Wohnhaus, mit Torbogen und Nebengebäude                                                                 | Stangengrüner Straße 5 (Karte)      | 1. Hälfte 19. Jahrhundert             | Fachwerkgebäude in ortsbildprägender Lage von ortsgeschichtlicher und bauhistorischer Bedeutung. - Wohnhaus: Erdgeschoss massiv, teils mit Fenstergewänden über Bruchsteinsockel, historische Eingangstür, Obergeschoss Fachwerk aus verschiedenen Bauphasen, Giebel verkleidet, Satteldach mit Schieferdeckung, Fenster in Originalgröße, - Großer Torbogen: Gemauert, verputzt, - Seitengebäude: Massiv eingeschossig, Dach mit Schiefer gedeckt. | 09237912 |
| Direkt Bild zu diesem Denkmal hochladen | Wohnhaus (Nr. 12) und ehemaliges Stallgebäude (Nr. 14) eines Zweiseithofes                                                      | Stangengrüner Straße 12; 14 (Karte) | 2. Hälfte 18. Jahrhundert             | Fachwerk-Gebäude von baugeschichtlicher und ortsbildprägender Bedeutung. - Ehemaliges Seitengebäude: Zweigeschossiger Fachwerkbau, Erdgeschoss massiv, später verändert, Obergeschoss Fachwerk Giebel verkleidet, Satteldach schiefergedeckt (Haus Nummer 14), - Wohnhaus: Erdgeschoss massiv, Fenstergröße annähernd historisch, Obergeschoss Fachwerk mit Eckstreben, hohes Satteldach (Haus Nummer 12). | 09237910 |
| Direkt Bild zu diesem Denkmal hochladen | Wohnstallhaus, Stallscheune und Hofpflasterung eines Zweiseithofes                                                              | Teichstraße 3 (Karte)               | bezeichnet 1802                       | Non ortsbildprägender und baugeschichtlicher Bedeutung, Wohnhaus mit Fachwerk-Obergeschoss und Segmentbogenportal. - Wohnstallhaus: Erdgeschoss massiv, Portal alt (1802), Fenster verändert, Obergeschoss Fachwerk mit Eckstreben, talseitiger Giebel verkleidet, Krüppelwalmdach mit kleinen Gaupen, - Stallscheune: Erdgeschoss teilweise massiv, Obergeschoss Fachwerk verschiefert, Satteldach schiefergedeckt. | 09237927 |
| Direkt Bild zu diesem Denkmal hochladen | Transformatorenturm und Trockenmauer                                                                                            | Teichstraße 3 (vor) (Karte)         | 1. Viertel 20. Jahrhundert            | Von ortsbildprägender Bedeutung, singulär, technikgeschichtlich bedeutsam als Zeugnis der Elektrifizierung. Zweigeschossig, Erdgeschoss massiv, Granitquader, Obergeschoss wahrscheinlich Holz mit Schiefer verkleidet, Mansardenhaube, turmartige Wirkung, Ziegelmauerwerk, Erdgeschoss, Natursteinverblendung, behutsam instand gesetzt. | 09237926 |
| Direkt Bild zu diesem Denkmal hochladen | Wohnhaus eines Bauernhofes | Teichstraße 10 (Karte)              | bezeichnet 1915                       | Von ortsbildprägender Bedeutung, im Reformstil der Zeit um 1910, mit Relief an Talseite des Gebäudes: Bauer mit Pflug vor Pferdegespann. Zweigeschossig, massiv, Sockel Bruchstein, Putzbau mit Lisenengliederung, in der Dachzone geschweifter Giebel, Relief Talseite Bauer mit Pflug vor Pferdegespann. | 09237922 |
| Direkt Bild zu diesem Denkmal hochladen | Wohnstallhaus (mit Oberlaube) und angebautes Seitengebäude eines Vierseithofes                                                  | Teichstraße 19 (Karte)              | 2. Hälfte 17. Jahrhundert             | Von baugeschichtlicher Bedeutung, Fachwerkgebäude von Seltenheitswert mit Oberlaube und altertümlicher Fachwerkkonstruktion (Kopfstreben, geschweifte Andreaskreuze). - Wohnstallhaus: Erdgeschoss massiv, Granit-Fenstergewände, Obergeschoss Fachwerk mit Laubengang (Oberlaube), Talseite Obergeschoss Fachwerk geschweifte Andreaskreuze, Satteldach, Giebel verkleidet, - Seitengebäude: Erdgeschoss massiv, vorkragendes Obergeschoss Fachwerk, Satteldach. | 09237924 |

## Niedercrinitz
| Bild                                    | Bezeichnung | Lage                            | Datierung                 | Beschreibung | ID       |
| --------------------------------------- | --- | ------------------------------- | ------------------------- | --- | -------- |
| Direkt Bild zu diesem Denkmal hochladen | Mühle mit technischer Ausstattung, Scheune                                                                         | An der Mühle 1 (Karte)          | um 1800                   | Technik- und ortsgeschichtlich wichtiger Gebäudekomplex mit bemerkenswerter, vollständig erhaltener technischer Ausstattung, ehemalige Mahl- und Schneidemühle mit altem und neuerem Mahlmühlen- und Wohngebäude der Gründerzeit. - Mühle: Backsteinbau, Fenster in Segmentbogen geschlossen, mit diamantierten Gussstein-Akzentuierungen, Mansarddach, Mansardenfenster, kupferner Knauf mit Wetterfahne, am neueren Backsteinbau zweigeschossiger verputzter Bruchsteinbau aus dem 19. Jahrhundert: altes Mahlmühlengebäude, hierin heute Holzeinbauten (Getreidespeicher), im neuen Mühlenteil funktionstüchtige, vollständig erhaltene Mahlmühleneinrichtung und bewegliche Mühlenausstattung, wie zum Beispiel Waagen, Bretter, Tafeln. Die Speicherausstattung im Putzbau ist singulär, daher von hohem kulturhistorischem Wert. - Scheune: Erdgeschoss teilweise massiv, teilweise Fachwerk, Obergeschoss Fachwerk, Giebel verbrettert, Krüppelwalmdach, komplette Holzausstattung im Maschinenteil. - Reste des Mühlgrabens erhalten.                                           | 09237961 |
| Direkt Bild zu diesem Denkmal hochladen | Wohnstallhaus, Stallscheune und Scheune eines Vierseithofes und Torbogen zum Hof                                   | Bergstraße 1 (Karte)            | 1780er Jahre              | Von ortsgeschichtlicher Bedeutung, in gutem Originalzustand. - Wohnstallhaus: Zweigeschossig, Erdgeschoss massiv, Fenster vergrößert, Obergeschoss Fachwerk, zwei Fenster vergrößert, Satteldach Giebel verschiefert, Außenseite Obergeschoss verschiefert, - Stallscheune: Erdgeschoss massiv, Obergeschoss Fachwerk mit Eckstreben, Satteldach, Straßenseite verschiefert, - Scheune: Eingeschossig, verbrettert, flaches Mansarddach. 2005 Wohnstallhaus und Stallscheune saniert, Scheune unsaniert. | 09237945 |
| Direkt Bild zu diesem Denkmal hochladen | Wohnstallhaus, zwei Stallscheunen und Scheune eines Vierseithofes mit Hofpflaster                                  | Bergstraße 2 (Karte)            | 2. Hälfte 19. Jahrhundert | Von ortsbildprägender Bedeutung, Fachwerkbauten in gutem Originalzustand. - Wohnstallhaus: Stattlicher zweigeschossiger Bau, Erdgeschoss massiv, Obergeschoss Hofseite massiv, Außenseite verschiefert, originale Fenstergrößen, authentisches Erscheinungsbild, - Stallscheune I: Erdgeschoss massiv, Naturstein-Gewände, Obergeschoss Fachwerk mit Eckstreben, Krüppelwalmdach, - Stallscheune II: Erdgeschoss massiv, Obergeschoss Fachwerk mit Backsteinen ausgefacht, Satteldach, - Scheune: Erdgeschoss und Obergeschoss mit Backstein ausgefacht, Satteldach, Giebel Obergeschoss verschiefert. 2005 Wohnstallhaus teilsaniert, zwei Stallscheunen und Scheune unsaniert. | 09237946 |
| Direkt Bild zu diesem Denkmal hochladen | Haustür und Türportal eines Häuslerhauses                                                                          | Hangweg 1                       | nach 1800                 | Aufwendig geschmückte Füllungstür, handwerklich-künstlerisch von Bedeutung. Zweiflüglig mit Oberlicht mit aufgesetzten, teilweise gedrechselten Teilen. | 09237947 |
| Direkt Bild zu diesem Denkmal hochladen | Wohnhaus | Talstraße 14 (Karte)            | um 1900                   | Von ortsbildprägender Bedeutung und Seltenheit im Ort, gründerzeitlicher Ziegelbau. Eingeschossig, Fensteröffnungen im Segmentbogen geschlossen, Akzentuierung durch abgesetzte gelbe Backsteine und gusssteine in Diamantform, Straßenseite in Giebel übergehender Mittelrisalit, Krüppelwalmdach mit Zwerchhaus schiefergedeckt. | 09237963 |
| Direkt Bild zu diesem Denkmal hochladen | Wohnstallhaus eines Bauernhofes                                                                                    | Talstraße 16 (Karte)            | Anfang 19. Jahrhundert    | Fachwerkgebäude von stark ortsbildprägender Bedeutung, baugeschichtlich und sozialgeschichtlich von Bedeutung. Zweigeschossig, Erdgeschoss massiv, Fenstergewände Naturstein, Obergeschoss Fachwerk, Giebel verbrettert, Fenster teilweise vergrößert, Satteldach. | 09237962 |
| Direkt Bild zu diesem Denkmal hochladen | Wohnhaus eines Häusleranwesens                                                                                     | Talstraße 22 (Karte)            | um 1750                   | Von ortsbildprägender Bedeutung, Teil der alten Ortsstruktur, mit Fachwerk-Obergeschoss, weitgehend in seiner Struktur erhalten. Zweigeschossig, Erdgeschoss massiv, Obergeschoss Fachwerk verkleidet, Straßenseite verbrettert, Fenstergröße original, Satteldach leicht geschweift. | 09237971 |
| Direkt Bild zu diesem Denkmal hochladen | Scheune eines ländlichen Wohnhauses                                                                                | Thälmannstraße 1 (Karte)        | Mitte 19. Jahrhundert     | Regionaltypische und bildprägende Lage in der Aue, verkleideter Fachwerkbau. Holzkonstruktion auf Steinsockel, Drempel, im Giebel zwei Fenster, flaches Satteldach, guter Originalzustand. | 09237968 |
| Direkt Bild zu diesem Denkmal hochladen | Mühle und Stallscheune des Mühlenhofes                                                                             | Thälmannstraße 2 (Karte)        | 2. Hälfte 19. Jahrhundert | Von ortsgeschichtlicher Bedeutung, Stallscheune mit Fachwerk-Obergeschoss von dokumentarischem Wert. - Mühle: Massiv, Fenster mit Stichbögen aus Backsteinen, ansonsten Putzbau, Satteldach, - Stallscheune: Erdgeschoss Bruchsteine (zum Hang) mit Backstein gesetztes Fachwerk zur Talseite, Holzscheunentore, Obergeschoss Fachwerk teils verschiefert, Krüppelwalmdach Schieferdeckung, Türblatt teilweise original. 2005 Mühle teilsaniert, Stallscheune unsaniert. | 09237948 |
| Direkt Bild zu diesem Denkmal hochladen | Stallscheune und Scheune eines Dreiseithofes                                                                       | Thälmannstraße 4 (Karte)        | 2. Hälfte 19. Jahrhundert | Fachwerkbauten von ortsbildprägender und baugeschichtlicher Bedeutung. - Stallscheune: Erdgeschoss massiv mit Durchfahrt, Obergeschoss Fachwerk regelmäßig, Satteldach, - Scheune: Bruchsteinsockel, Giebel Fachwerk, Seiten Holzkonstruktion, Hof- und Außenseite böhmisch verbrettert, Satteldach. | 09237949 |
| Direkt Bild zu diesem Denkmal hochladen | Stallscheune und Scheune eines Dreiseithofes                                                                       | Thälmannstraße 6 (Karte)        | 1914 (Stallscheune)       | Von ortsbildprägender Bedeutung, ein Beispiel späterer Fachwerkgeneration in gutem Originalzustand. - Stallscheune: Erdgeschoss massiv, mit Toreinfahrt, Obergeschoss Fachwerk mit Holzluken, Satteldach, Dachdeckung neu, - Scheune: teilweise Erdgeschoss massiv, ganz verbrettert, Drempelgeschoss, Satteldach schiefergedeckt. | 09237950 |
| Direkt Bild zu diesem Denkmal hochladen | Häuslerhaus | Thälmannstraße 11 (Karte)       | 1. Hälfte 19. Jahrhundert | Von ortsbildprägendem Charakter, mit Fachwerk-Obergeschoss, Teil der historischen Ortsstruktur. Erdgeschoss massiv, Fenstergewände Naturstein, Obergeschoss Fachwerk verschiefert, originale Fenstergröße, Krüppelwalmdach verschiefert, Straßenseite (Giebel) verkleidet, Fenster vergrößert, Hofpflaster seit November 2000. nicht mehr auf der Liste. | 09237951 |
| Direkt Bild zu diesem Denkmal hochladen | Gasthof mit Saal                                                                                                   | Thälmannstraße 17 (Karte)       | um 1900                   | Von ortsgeschichtlicher Bedeutung, mit Fachwerk-Obergeschoss (verputzt). - Gasthof: Erdgeschoss massiv, Bruchsteinsockel, Obergeschoss Fachwerk verputzt, Giebel verschiefert, originale Türgewände, Krüppelwalmdach mit Hecht, - Saal: Massiv, Satteldach, alte Fenster, Putzbau. | 09237953 |
| Direkt Bild zu diesem Denkmal hochladen | Häuslerhaus | Thälmannstraße 19 (Karte)       | 1847                      | Von ortsbildprägender Bedeutung und wichtig für die Dorfstruktur, sozialgeschichtlich von Bedeutung. Eingeschossig, Erdgeschoss massiv, Giebel verkleidet, Eingang unter Frackdach, kleine Treppe, altes Türblatt zweiflüglig. | 09237955 |
| Direkt Bild zu diesem Denkmal hochladen | Häuslerhaus | Thälmannstraße 23 (Karte)       | Mitte 19. Jahrhundert     | Von Bedeutung für das Ortsbild und Teil der alten Dorfstruktur, sozialgeschichtlicher Wert, mit Fachwerk-Obergeschoss. Erdgeschoss massiv, Granittürgewände, Obergeschoss Fachwerk mit Eckstreben, originale Fenstergröße, Satteldach verschiefert, saniert. | 09237956 |
| Weitere Bilder                          | Kirche mit Ausstattung sowie Kirchhof mit Einfriedung und Kriegerdenkmal für die Gefallenen des Ersten Weltkrieges | Thälmannstraße 24 (Karte)       | 1642, Kern romanisch      | Baugeschichtlich, ortsgeschichtlich und ortsbildprägend von Bedeutung, im Kern romanische Saalkirche, barock überformt. - Schlichte Kirche: Aus Bruchstein mit kleiner Apsis und Dachreiter. Im Innern Kassettendecke von 1679, bäuerlich bemalt: die zwölf Apostel, Christus, Luther, hl. Stephanus, Liedverse und christliche Symbole. An drei Seiten Emporen, der Chor mit Kreuzgratgewölbe und Loge, in der Apsis Sakristei. - Ausstattung: Barocker Kanzelaltar mit Gloriole, seitlich Abendmahlsdurchgänge. Sandsteintaufe von 1780. Kruzifix an der Südwand, zweite Hälfte 15. Jahrhundert. Beachtenswerte, kleine Schnitzfigur des Christus in der Rast, von Peter Breuer, um 1515, in einer Nische in der Nordwand (von einem Schnitzaltar mit Mariä Verkündigung, dieser seit 1863 im Stadt- und Bergbaumuseum Freiberg). Kleine Orgel von Karl Gottlieb Jehmlich, 1856. - Kriegerdenkmal: Unbehauener Granitblock mit eingefügter Inschriftentafel | 09237952 |
| Direkt Bild zu diesem Denkmal hochladen | Pechpfanne | Thälmannstraße 28 (vor) (Karte) | 19. Jahrhundert           | Sogenannter Griebenherd zur Gewinnung von Pech, heimatgeschichtliche und ortskundliche Bedeutung. Quadratischer Granitmonolith mit flacher, runder Einfriedung in der Mitte. Harzhaltiges Kiefernholz wurde im Griebenherd nach Meilerart aufgeschichtet. Der dabei gewonnene Kienteer, „Stänker“ genannt, diente mit Leinöl vermischt als Wagenschmiere und in der Tiermedizin zur Hufpflege. Grieben sind Rückstände bei der Pechgewinnung. | 09237973 |
| Direkt Bild zu diesem Denkmal hochladen | Mietshaus in Ecklage                                                                                               | Thälmannstraße 29 (Karte)       | um 1900                   | Von Bedeutung für das Ortsbild und selten im Ortskontext, gründerzeitlicher Ziegelbau. Backsteinbau, zweigeschossig, mit Dachausbau, Sockel Zyklopenmauerwerk, Backstein deutsches Band, Akzentuierung mit gusssteinen, Fensteröffnungen in Segmentbogenform, Walm- und Satteldach, Dachgaupen. | 09237960 |
| Direkt Bild zu diesem Denkmal hochladen | Wohnstallhaus und Scheune eines ehemaligen Dreiseithofes und Wassertrog am Wohnstallhaus                           | Thälmannstraße 30 (Karte)       | 1835                      | Bedeutung für Ortsbild und Dorfstruktur, weitgehend authentische Fachwerkgebäude, Wohnhaus mit Korbbogenportal, baugeschichtlich von Bedeutung. - Wohnstallhaus: Erdgeschoss massiv aus Bruchsteinen, Tür- und Fenstergewände von Granit, Wassertrog, Obergeschoss Fachwerk mit Eckstreben, alte Fenstergrößen, Krüppelwalmdach, Giebel Obergeschoss verbrettert, - Scheune: Erdgeschoss massiv mit großer Durchfahrt, Drempel verbrettert, Satteldach schiefergedeckt, Vorbildliche Instandsetzung. | 09237954 |
| Direkt Bild zu diesem Denkmal hochladen | Wohnstallhaus, Scheune und Stallscheune eines Dreiseithofes sowie Toreinfahrt und Wassertrog am Wohnhaus           | Thälmannstraße 33 (Karte)       | um 1772                   | Ortsbildprägend am Hang gelegenes Fachwerk-Ensemble, Teil der alten Ortsstruktur, baugeschichtlich und wirtschaftsgeschichtlich von Bedeutung. - Wohnstallhaus: Zweigeschossig, Erdgeschoss massiv, Fenster teilweise vergrößert, Obergeschoss Fachwerk mit Eck- und Mittelstreben, Fenster teilweise vergrößert, 1772 transloziert aus dem Dorf, Krüppelwalmdach mit kleinen Gaupen, Giebel ornamental verschiefert, - Scheune: Erdgeschoss massiv, Drempel Fachwerk, Tore teilweise verändert, Satteldach, - Stallscheune: Erdgeschoss massiv, Obergeschoss Fachwerk mit Eck- und Querstreben, Satteldach, - Torbogen zwischen Wohnstallhaus und Stallscheune. 2005 Wohnstallhaus saniert, Scheune teilsaniert, Stallscheune unsaniert. | 09237969 |
| Direkt Bild zu diesem Denkmal hochladen | Wohnstallhaus und zwei Scheunen eines Vierseithofes                                                                | Thälmannstraße 35 (Karte)       | um 1806                   | Fachwerkgebäude von ortsbildprägender Bedeutung, Teil der alten Ortsstruktur, baugeschichtlich und wirtschaftsgeschichtlich von Bedeutung. - Wohnstallhaus: Zweigeschossig, Erdgeschoss massiv, Fenster vergrößert, Obergeschoss Fachwerk mit Eck- und Querstreben, Giebel verkleidet, Satteldach schiefergedeckt. - Scheune I: Natursteinsockel, Fachwerkgeschoss, Fachwerk-Drempel, schiefergedecktes Satteldach, Talseite Holzkonstruktion verbrettert, - Scheune II: Massiver Sockel, massiver Kellereingang, Geschoss verbretterte Holzkonstruktion, Satteldach leicht geschwungen, schiefergedeckt. 2005 Wohnstallhaus und eine Scheune saniert, eine Scheune unsaniert. | 09237970 |
| Direkt Bild zu diesem Denkmal hochladen | Häuslerhaus | Thälmannstraße 38 (Karte)       | um 1800                   | Sozialgeschichtlich von Bedeutung, von ortsbildprägender Bedeutung in der Flussaue, mit verkleidetem Fachwerk-Obergeschoss. Denkmaltext: Um 1800 erbautes Häuslerhaus. Kleines Fachwerkhaus mit massivem Erdgeschoss. Dieses in originaler Gliederung mit Graupelputz und Natursteingewänden. Das Obergeschoss Fachwerk verkleidet oder verputzt. Hausabschluss durch Satteldach. Bemerkenswert sind die noch erhaltenen Winterfenster sowie eine historische Haustür, vermutlich beginnendes 20. Jahrhundert. Das Gebäude gehört zu einer Gruppe von Häusleranwesen entlang der Hauptstraße, die in dieser Dichte vermutlich im Zusammenhang mit der Industrialisierung des Zwickauer Raums im 19. Jahrhundert entstanden. Als Zeugnis dieser Entwicklung des Dorfes sowie als typisches Häuslerhaus des beginnenden 19. Jahrhunderts erlangt das Gebäude orts- und baugeschichtliche Bedeutung. (LfD/2011) Zweigeschossig, Erdgeschoss massiv, natursteinerne Fenstergewände, Obergeschoss Straßenseite Fachwerk verkleidet, Giebel massiv verkleidet, Satteldach, alter Graupelputz. | 09237958 |
| Direkt Bild zu diesem Denkmal hochladen | Wohnhaus und Stallscheune eines Bauernhofes                                                                        | Thälmannstraße 44 (Karte)       | 1. Hälfte 19. Jahrhundert | Fachwerkbauten von ortsbildprägender und baugeschichtlicher Bedeutung. - Wohnhaus: Zweigeschossig, Erdgeschoss massiv, Sockel Bruchstein, Obergeschoss Fachwerk mit Eckstreben, Giebelseite Obergeschoss massiv, Fenster teilweise vergrößert, Satteldach, - Stallscheune oder Wohnstallhaus: Zweigeschossig, Erdgeschoss massiv Bruchstein, Obergeschoss Fachwerk, Satteldach. | 09237959 |

## Voigtsgrün
| Bild                                    | Bezeichnung | Lage                       | Datierung                                 | Beschreibung | ID       |
| --------------------------------------- | --- | -------------------------- | ----------------------------------------- | --- | -------- |
|                                         | Gedenkstein für Chr. Frdr. Mayer                                                                                    | Am Wald (Karte)            | um 1842                                   | Ortsgeschichtliche Bedeutung, Gedenkstein an die Ermordung von Chr. Frdr. Mayer aus Voigtsgrün. Inschrift: „An dieser Stelle am 20. November 1842 meichlings durch einen Schuss ermordet“, Granitstein mit Sockel, halbrunder Abschluss, profiliert, schwarze Inschrift. Lage: am Bürgerwald | 09237975 |
| Weitere Bilder                          | Bahnhof mit zwei Nebengebäuden                                                                                      | Bahnhofstraße 6 (Karte)    | 3. Drittel 19. Jahrhundert (Bahnhof)      | Verkehrsgeschichtliche Bedeutung. - Bahnhofsgebäude: Typenbau mit massivem Erdgeschoss, Obergeschoss massiv, verschiefert, Drempel, flaches Satteldach, Dachüberstand, - Nebengebäude I: Massiv, eingeschossig, Naturstein-Fenstersohlbänke, Satteldach, - Nebengebäude II: Backstein, eingeschossig, Pultdach. | 09237974 |
| Direkt Bild zu diesem Denkmal hochladen | Gasthof (ohne Anbau)                                                                                                | Hauptstraße 75 (Karte)     |                                           | Von ortsbildprägender und dorfgeschichtlicher Bedeutung, barockes Gebäude. Stattlicher Bau, Erdgeschoss massiv, steinerne Fenstergewände, Eingang verändert, Obergeschoss Fachwerk verputzt, Fenster in historischer Größe, Mansardwalmdach mit Schieferdeckung, ehemaliges Umgebinde, Blockstube in den 1970er Jahren verändert. | 09237941 |
| Direkt Bild zu diesem Denkmal hochladen | Wohnstallhaus, Stallscheune und Scheune eines Dreiseithofes                                                         | Hauptstraße 77 (Karte)     | bezeichnet 1905                           | Aus der Gründerzeit, Ensemble von ortsbildprägender und baugeschichtlicher Bedeutung als Zeichen der Dorferneuerung um 1900. - Wohnstallhaus: Ziegelbau mit sparsamen historischem Dekor um die Fenster des sechsachsigen Bauwerkes: Sohlbänke und Schlusssteine mit Stürzen in segmentbogiger Zierziegelreihe im Farbwechsel rot-gelb, Erdgeschoss Fenster segmentbogig, Obergeschoss Fenster rechteckig, Satteldach mit Überstand und verzierten Pfetten und Zierfachwerk im Giebelfeld, - Stallscheune: Erdgeschoss Ziegel, Obergeschoss Holzkonstruktion verbrettert, - Scheune: Holzkonstruktion verbrettert mit großen Toren, authentisch überliefert. | 09237939 |
| Direkt Bild zu diesem Denkmal hochladen | Wohnstallhaus eines Vierseithofes                                                                                   | Hauptstraße 78 (Karte)     | 2. Hälfte 18. Jahrhundert                 | Fachwerk-Gebäude von baugeschichtlicher Bedeutung als Teil der alten Ortsstruktur. Breitgelagertes Wohnstallhaus, zweigeschossig, Erdgeschoss massiv verändert, Obergeschoss Fachwerk teils verbrettert (Hofseite) teils verkleidet, hoher Giebel mit Ladeluke, verkleidet (mit Kunstschiefer), Satteldach, Kronendeckung. | 09237932 |
| Direkt Bild zu diesem Denkmal hochladen | Wohnstallhaus, Seitengebäude, Scheune, Stallgebäude und Torbogen eines Vierseithofes                                | Hauptstraße 81 (Karte)     | 18. Jahrhundert                           | Geschlossene Anlage aus verschiedenen Bauphasen von ortsbildprägender und baugeschichtlicher Bedeutung, teilweise in Fachwerkbauweise. - Wohnstallhaus: Erdgeschoss massiv später unterfahren und verändert, Obergeschoss Fachwerk, Fenster zum Teil leicht vergrößert, Giebel verkleidet, - Segmentbogiger Torbogen: Ziegel massiv, - Stall: Ziegelbau, zweigeschossig, Erdgeschoss verändert, zweijochige Kumethalle, im Obergeschoss Ladeluke, - Scheune: Erdgeschoss und Obergeschoss Holz verbrettert mit großen Toren weitgehend authentisch, - Breitgelagerte Scheune: Erdgeschoss massiv Ziegel, Obergeschoss preußisches Fachwerk mit historischen Fenstern und Ladeluke. 2005 Wohnstallhaus, Stallscheune und Stall teilsaniert, Nebengebäude unsaniert, Torbogen abgebrochen.                                  | 09237938 |
| Direkt Bild zu diesem Denkmal hochladen | Häuslerhaus | Hauptstraße 85 (Karte)     | 1. Hälfte 19. Jahrhundert                 | Charakteristisches Fachwerkgebäude am Rand der weiten Dorfaue, von dorfbildprägender und bauhistorischer Bedeutung. Erdgeschoss massiv mit giebelseitig angebauter Stallerweiterung, Fenster mit Faschen, vergrößert, Obergeschoss Fachwerk mit Eckstreben, Fenster leicht vergrößert, Giebel waagerecht verbrettert mit Ladeluke. | 09237937 |
| Direkt Bild zu diesem Denkmal hochladen | Wohnhaus eines Vierseithofes                                                                                        | Hauptstraße 87; 89 (Karte) |                                           | Von ortsgeschichtlicher und bildprägender Bedeutung, Ziegelbau mit Jugendstildekoration, mit künstlerisch repräsentativem Anspruch, singulär im Dorfbild. Wohnhaus aufwendig in Jugendstilformen dekorierter sechsachsiger Ziegelbau mit zwei Geschossen, Fenster mit Sohlbänken und reichen Verdachungen geschmückt, zweiachsiger Mittelrisalit mit geschweiftem Giebel, Stuckrelief und Kugelbekrönung, im Treppenhaus Jugendstilfliesen halbhoch, historische Eingangstür mit Oberlicht aus geätztem Glas, bezeichnet „19G.L.08“, Walmdach ziegelgedeckt. | 09237936 |
| Direkt Bild zu diesem Denkmal hochladen | Wohnstallhaus, Stallscheune und Seitengebäude eines Vierseithofes                                                   | Hauptstraße 94             | um 1800                                   | Fachwerk-Gebäude von bauhistorischer und ortsbildprägender Bedeutung an der weiten Dorfaue. - Wohnstallhaus: Erdgeschoss massiv später verändert, Türgewände Granit mit Bezeichnung: „C.H.R. 1870“ aus späterer Bauphase, Obergeschoss Fachwerk verschiefert mit originalen Fenstergrößen und Ladeluke, Krüppelwalmdach mit Schieferdeckung, - Stallscheune: Zweigeschossiger Bau aus preußischem Fachwerk, Erdgeschoss verändert, Obergeschoss mit Ladeluke und großem Zwerchgiebel im Satteldach, - Scheune (Nebengebäude): Zweigeschossige Holzkonstruktion aus zierlichem Fachwerk, Giebelwände im Erdgeschoss massiv, Hangseite verbrettert, große Durchfahrt, Satteldach mit historischem Galgenfenster, Alu-Wellblech bezeichnet „A.R. 1922“.                                                                      | 09237933 |
| Direkt Bild zu diesem Denkmal hochladen | Vierseithof mit Wohnstallhaus, Seitengebäude (mit Oberlaube), Scheune und Stallgebäude sowie Wassertrog am Wohnhaus | Hauptstraße 96 (Karte)     | laut Auskunft 1735, Umbau bezeichnet 1843 | Hofanlage von großer Authentizität von baugeschichtlicher und ortsbildprägender Bedeutung, Fachwerkgebäude, Seitengebäude mit seltener neunjochiger Oberlaube. - Wohnstallhaus mit Trog: Ehemaliges Umgebindehaus später unterfahren, nach Auskunft der Bewohner 1735, über Tür bezeichnet 1843, später verlängert, Erdgeschoss massiv, Naturstein-Gewölbe im Stalltrakt (Kappengewölbe), Obergeschoss Fachwerk einriegelig verblattet, Giebel massiv, Fenster vergrößert, - Nebengebäude mit Oberlaube: Erdgeschoss massiv, später verändert, Obergeschoss Fachwerk mit neunjochiger Oberlaube mit Kopfbändern, Brüstung verbrettert, * Stallscheune: Erdgeschoss massiv, Obergeschoss dünnes Fachwerk, Satteldach schiefergedeckt, Giebel verkleidet, - Scheune: Preußisches Fachwerk mit Drempel, Biberschwanzdeckung. | 09237935 |
| Direkt Bild zu diesem Denkmal hochladen | Häuslerhaus (ohne Anbau)                                                                                            | Hauptstraße 98 (Karte)     | 1. Hälfte 19. Jahrhundert                 | Fachwerk-Gebäude am Rand der Dorfaue, von straßenbildprägender, bauhistorischer und siedlungsgeschichtlicher Bedeutung. Erdgeschoss massiv, später verändert, Fenster mit Läden, Obergeschoss aus einfachem Fachwerk mit Fenstern in Originalgröße, Giebel verkleidet. | 09237934 |
|                                         | Meilenstein | Tierparkstraße (Karte)     | 19. Jahrhundert (Meilenstein)             | Von verkehrsgeschichtlicher Bedeutung. Meilenstein der üblichen, oben abgerundeten Form mit Krone und Aufschrift „Kirchberg 1,00 M“, reverso unleserlich. | 09237940 |
| Weitere Bilder                          | Sogenanntes Blockhaus des Tierparks                                                                                 | Tierparkstraße 3 (Karte)   | um 1890                                   | Im Schweizer Stil, ortsgeschichtliche Bedeutung, errichtet als Jagdhaus im Tiergehege des Barons von Arnim, seit 1956 Tierpark. Erdgeschoss massiv, Schlagläden, Obergeschoss Blockbauweise mit Eckverkämmung, drei Viertel umlaufender Balkon, weiter Dachüberstand, Zierpfetten, Tierparkgelände seit 1870 kartographisch nachgewiesen, ursprünglich als Sommersitz des Barons von Arnim zur Damhirschhaltung genutzt, seit 1956 Tierpark. | 09237967 |

## Ehemalige Kulturdenkmale
| Bild                                    | Bezeichnung | Lage                                     | Datierung | Beschreibung | ID |
| --------------------------------------- | ----------- | ---------------------------------------- | --------- | ------------ | -- |
| Direkt Bild zu diesem Denkmal hochladen | Häuslerhaus | Niedercrinitz, Thälmannstraße 36 (Karte) | um 1800   | Häuslerhaus  |    |